# Aljoša Popovič
Aljoša Popovič (Алёша Попович) lidově Alexej, syn popa, je ruský bohatýr.

## Charakteristika

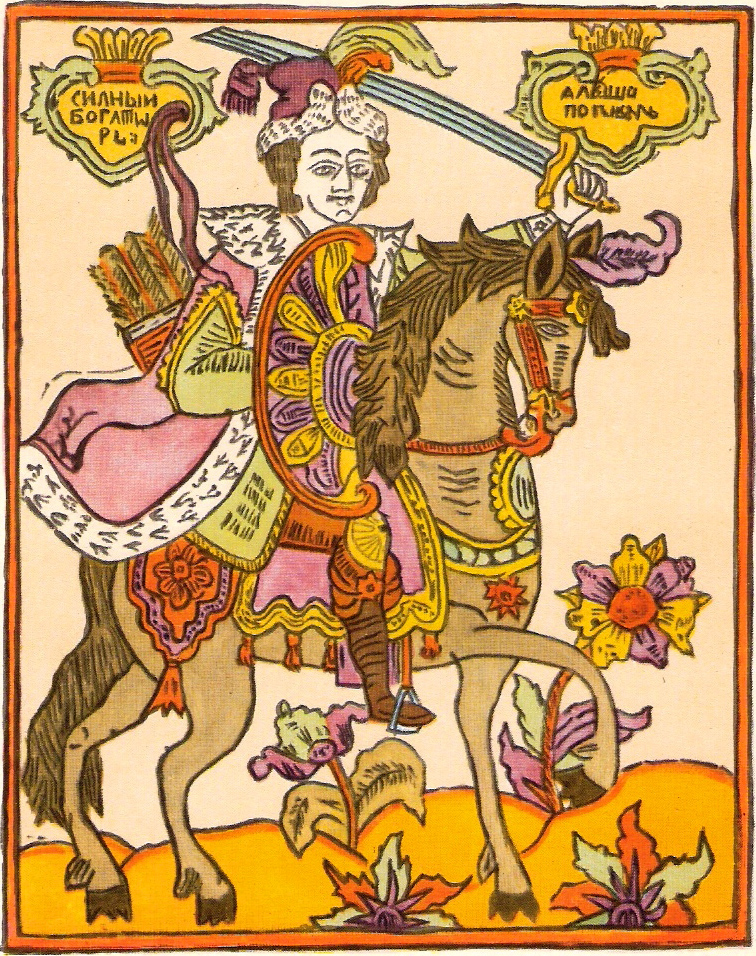
Silný bohatýr Aljoša Popovič. Lubok

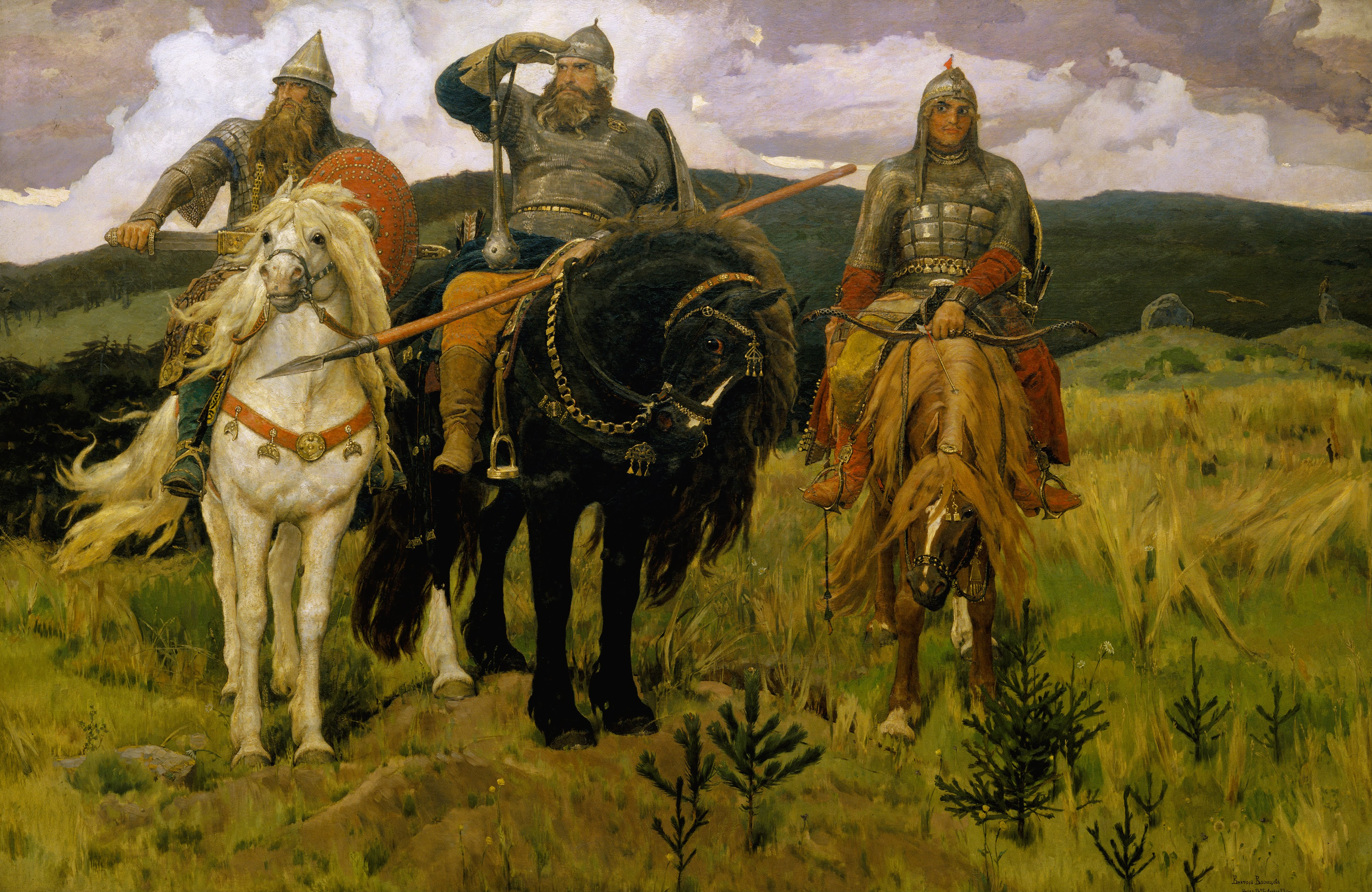
Bohatýři (1898), Viktor Vasněcov, Aljoša Popovič vpravo

V bylinách, což byly oslavné hrdinské básně předávané z generace na generaci ústně, byl popisován jako svalnatý popův syn, který nad svými nepřáteli vítězí svou chytrostí. Je známý svou bystrostí, vychytralostí a mazaností. Aljoša Popovič miluje legraci a zábavu, občas je zobrazován jako ten, kdo se posmívá ženám a příležitostně jako lhář a podvodník. Lstí porazil draka Tugarina Zmejeviče. V pozdějších verzích báje byl drak pozměněn na postavu mongolského chána.

## Výtvarné umění
Viktor Vasněcov namaloval v roce 1898 obraz se třemi bohatýry na koních.